# Witulin-Kolonia
Witulin-Kolonia – wieś w Polsce położona w województwie lubelskim, w powiecie bialskim, w gminie Leśna Podlaska.
| SIMC    | Nazwa         | Rodzaj    |
| ------- | ------------- | --------- |
| 0014798 | Korczyska     | część wsi |
| 1022096 | Na Bukowskiej | część wsi |
| 1022104 | Na Trybie     | część wsi |
| 0014806 | Pasieka       | część wsi |

W latach 1975–1998 miejscowość administracyjnie należała do województwa bialskopodlaskiego.
Wieś jest sołectwem w gminie Leśna Podlaska. Według Narodowego Spisu Powszechnego z roku 2011 wieś liczyła 217 mieszkańców.
17 września 1943 wieś została otoczona przez oddziały SS i  Wehrmachtu. Wszystkich mężczyzn zaprowadzili do sąsiedniej wsi Osówka, po czym wybrali 18 z nich i wywieźli do siedziby Gestapo w Białej Podlaskiej, następnie do więzienia na Zamku w Lublinie. Ostatecznie mieszkańcy wsi trafili do obozu na Majdanku. 17 grudnia 1943 w masowej egzekucji w Leśnej Podlaskiej zamordowano także mieszkańców Witulina.
Wierni Kościoła rzymskokatolickiego należą do parafii św. Michała Archanioła w Witulinie.